# Suriname aux Jeux olympiques d'été de 2012
Le Suriname participe aux Jeux olympiques d'été de 2012 à Londres au Royaume-Uni du 27 juillet au 12 août 2012. Il s'agit de sa 12e participation à des Jeux d'été.

## Athlétisme
Hommes
Courses
| Athlète       | Épreuve | Séries   | Séries | Quarts de finale | Quarts de finale | Demi-finales | Demi-finales | Finale   | Finale |
| Athlète       | Épreuve | Résultat | Rang   | Résultat         | Rang             | Résultat     | Rang         | Résultat | Rang   |
| ------------- | ------- | -------- | ------ | ---------------- | ---------------- | ------------ | ------------ | -------- | ------ |
| Jurgen Themen | 100 m   | 10.55    | 2e     | 10.53            | 44e              | -            | -            | -        | -      |

Femmes
Courses
| Athlète            | Épreuve | Séries   | Séries | Quarts de finale | Quarts de finale | Demi-finales | Demi-finales | Finale   | Finale |
| Athlète            | Épreuve | Résultat | Rang   | Résultat         | Rang             | Résultat     | Rang         | Résultat | Rang   |
| ------------------ | ------- | -------- | ------ | ---------------- | ---------------- | ------------ | ------------ | -------- | ------ |
| Kirsten Nieuwendam | 200 m   | 24.07    | 46e    | NC               | NC               | –            | –            | –        | –      |

## Badminton
Le Suriname a obtenu une wild card.
| Athlète           | Compétition      | Phase de groupe                    | Phase de groupe  | Phase de groupe  | Phase de groupe | 8e de finale     | Quarts de finale | Demi-finales     | Finale           | Finale |
| Athlète           | Compétition      | Adversaire Score                   | Adversaire Score | Adversaire Score | Rang            | Adversaire Score | Adversaire Score | Adversaire Score | Adversaire Score | Rang   |
| ----------------- | ---------------- | ---------------------------------- | ---------------- | ---------------- | --------------- | ---------------- | ---------------- | ---------------- | ---------------- | ------ |
| Virgil Soeroredjo | Simple messieurs | Sho Sasaki (JPN) 0-2 (12-21, 7-21) | NC               | NC               | 2e              | -                | -                | -                | -                | -      |

## Natation
Homme
| Athlète      | Épreuve      | Série   | Série | Demi-finale | Demi-finale | Finale | Finale |
| Athlète      | Épreuve      | Temps   | Rang  | Temps       | Rang        | Temps  | Rang   |
| ------------ | ------------ | ------- | ----- | ----------- | ----------- | ------ | ------ |
| Diguan Pigot | 100 m brasse | 1:05.55 | 43e   | -           | -           | -      | -      |

Femme
| Athlète        | Épreuve         | Série | Série | Demi-finale | Demi-finale | Finale | Finale |
| Athlète        | Épreuve         | Temps | Rang  | Temps       | Rang        | Temps  | Rang   |
| -------------- | --------------- | ----- | ----- | ----------- | ----------- | ------ | ------ |
| Chinyere Pigot | 50 m nage libre | 26.30 | 40e   | -           | -           | -      | -      |